# Ringinkembar
Ringinkembar is een bestuurslaag in het regentschap Malang van de provincie Oost-Java, Indonesië. Ringinkembar telt 4576 inwoners (volkstelling 2010).